# Apacã Usemacã
Apacã Usemacã (em árabe: Ապական Վսեմական; romaniz.: Apakan Vsemakan) foi um oficial sassânida do século IV, ativo durante o reinado do xá Sapor II (r. 309–379). Em 363, após a Paz de Nísibis entre o imperador Joviano (r. 363–364) e o xá Sapor II (r. 309–379), o último começou uma série de invasões à Armênia. Um dos generais enviados, em sucessão do derrotado Surena Palave, foi Apacã. Ele igualmente foi derrotado por Vasaces I Mamicônio, o general do rei Ársaces II (r. 350–368), e foi morto junto seu exército.